# Sektion Karlsruhe des Deutschen Alpenvereins
Die Sektion Karlsruhe des Deutschen Alpenvereins (DAV) e. V. (kurz DAV Karlsruhe) hat 11.559 Mitglieder (Stand: 31. Dezember 2024) und ist damit der zweitgrößte Sportverein in Karlsruhe nach dem Karlsruher SC (20.000 Mitglieder) und vor dem SSC Karlsruhe (mit über 7.000) sowie eine der größeren Sektionen des Deutschen Alpenvereins auf Platz 24, und einer der größten Sportvereine Deutschlands.

## Gründung
Die am 31. Januar 1870 gegründete Karlsruher Sektion ist eine der ältesten des Deutschen Alpenvereins, sie wurde nur 9 Monate nach der Gründung des Hauptvereins mit 16 Mitgliedern gegründet.
Die Gründungsmitglieder waren Karlsruher Persönlichkeiten wie Philipp Platz (Maler), Victor von Scheffel (Dichter) und Robert Gerwig (Erbauer der Schwarzwaldbahn). Erster Vorsitzender der Sektion wurde Philipp Platz. Die Gründung wurde im Karlsruher Tagblatt veröffentlicht.

## Geschichte
Nachdem der DAV 1952 wieder gegründet wurde, dabei aber auf Westdeutschland und West-Berlin beschränkt war, war die Sektion Karlsruhe eine von damals 234 Sektionen. Der Österreichische Alpenverein (ÖAV) wurde bereits nach dem Ende des Zweiten Weltkriegs neu gegründet und verwaltete bis 1952 treuhänderisch das Vermögen und den Grundbesitz (Hütten) des DAV in Österreich. Der Deutsche Alpenverein erhielt 1958 die Hütten vom ÖAV zurück. Man beseitigte Kriegs- und Nachkriegsschäden. 1987 schloss die Sektion Baden-Baden/Murgtal eine Hüttenpatenschaft mit der Sektion Karlsruhe für das Hochwildehaus ab. Die Solaranlage am Hochwildehaus wurde 1992 in Betrieb genommen. Dem Sektionsmitglied Alex Schlönvogt gelang 1994 ohne Sauerstoffgerät im Rahmen einer Expedition die Besteigung des K2 (8611 m) im Karakorum. Vom 19. bis 21. Mai 1995 feierte die Sektion Karlsruhe ihr 125-jähriges Jubiläum. Am 7. und 8. Mai 2005 wurde der Deutsche Sportklettercup im Karlsruher DAV-Kletterzentrum „Art of Climbing“ ausgetragen.

## Sektionsvorsitzende
Eine chronologische Übersicht über alle Präsidenten der Sektion seit Gründung.
| Amtszeit  | Präsident                           |
| --------- | ----------------------------------- |
| 1870–1876 | Prof. Dr. Platz                     |
| 1877–1886 | Freiherr von Teuffel                |
| 1887–1888 | Geheimrat Heß                       |
| 1889–1892 | Geheimrat Dr. Gmelin                |
| 1893–1907 | Gustav Becker                       |
| 1908–1912 | Dr. A. Alberti                      |
| 1913–1914 | Dr. Ludwig Daehn                    |
| 1915–1918 | Prof. Dr. von Zwiedineck-Sudenhorst |
| 1919–1920 | Dr. A. Alberti                      |
| 1921–1926 | Karl Schrempp                       |
| 1927–1933 | Dr. Albert Herrmann                 |
| 1934–1935 | Artur Stanelle                      |
| 1936–1945 | Urban Schurrhammer                  |
| 1946–1956 | Heinrich Kastner                    |
| 1957–1964 | Josef Hofmann                       |
| 1965–1970 | Georg Fuchs                         |
| 1971–1980 | Helmut Wittber                      |
| 1981–2005 | Günther Lehmann                     |
| 2005–2013 | Andreas Henn                        |
| 2013–2019 | Susanne Schätzle                    |
| Seit 2019 | Peter Zeisberger                    |

## Hütten der Sektion
Ötztaler Alpen
- Fidelitashütte, 2883 m
- Hochwildehaus, 2885 m
- Langtalereckhütte, 1660 m

Rätikon
- Madrisahütte, 2450 m

### Ehemalige Hütte der Sektion
- Schönbrunner Hütte, 720 m (Schwarzwald) (heute: Sektion Ettlingen)

## Kletteranlage
- DAV Kletter- und Boulderzentrum, im Traugott-Bender-Sportpark[5]

## Bekannte Mitglieder
- Philipp Platz, Maler
- Robert Gerwig (1820–1885), Erbauer der Schwarzwaldbahn
- Victor von Scheffel (1826–1886), Dichter
- Martin Schliessler (1929–2008), Filmemacher und Künstler